# Acroricnus ambulator
Acroricnus ambulator là một loài tò vò trong họ Ichneumonidae.